# 臺灣漢字

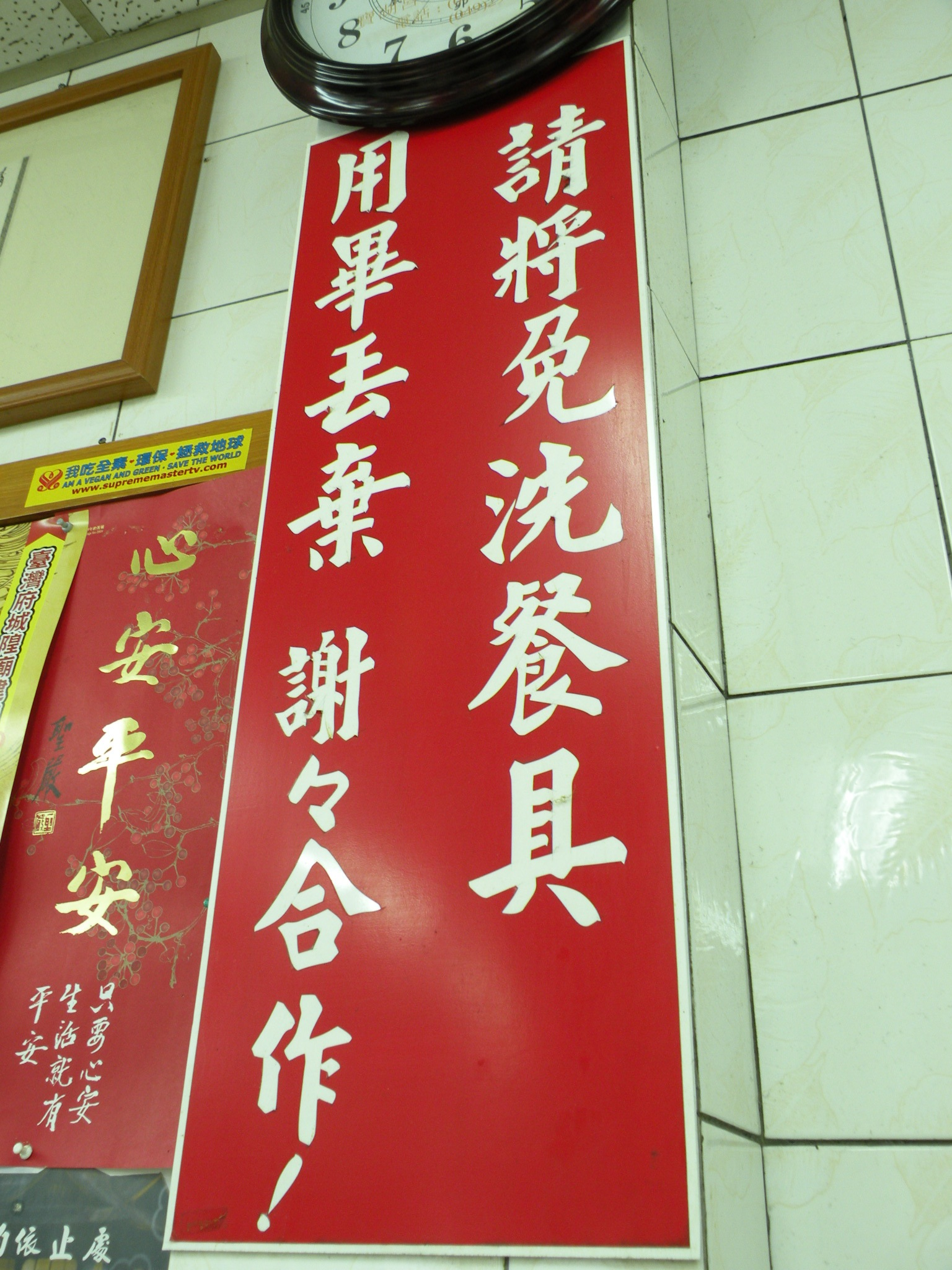
臺灣民間用字相當多元，也常夾用疊字符號（攝於臺南市某早餐店）

臺灣使用的漢字，官方稱為國字，採用中文傳統漢字（繁体字），由中華民國教育部制定標準，是中華民國實際管轄領土（臺澎金馬）實務上的官方文字。其標準寫法與當代中文漢字另一主流系統──簡化字存在差異。此外，民間亦使用異體字、簡筆字、日語漢字以及台語漢字。

## 名稱
中華民國政府稱漢字為「國字」，少數狀況下用「漢字」一名。2000年在民主進步黨主政時代有意將國字改稱「漢字」、國語改稱「華語」，唯遭部分人士批評「去中國化」。對此，當時的教育部表示：「學生學習的仍稱『國字』、『國語』，不會有所改變。」

## 歷史

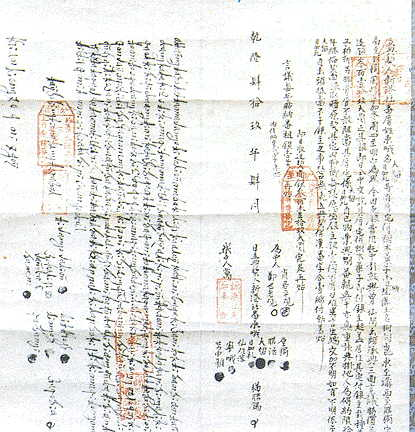
漢文與新港文並列的新港文書，1784年（乾隆四十九年）

臺灣使用漢字可溯至荷治時期漢人入墾，而相對的原住民則所用荷蘭人帶來的拼音文字，目前可考據一直至1813年（嘉慶十八年）還有此類雙語契約文書，例如新港文書。
明鄭時期在鄭成功的續承者鄭經的支持下，陳永華積極從事教育工作，並建立今臺南孔子廟使漢文化在臺灣生根。
清治時期的臺灣，漢字是官方、知識分子或正式場合（如私塾、書籍、廟宇文字雕刻）唯一的書寫文字。當時百姓普遍為文盲；到了清治後期，教會為利宣教，遂使用羅馬字（白話字）替代繁難的漢字，並在民間廣泛推行，唯漢字的地位沒有被取代。
日治時期的臺灣，日本人推行日語為官方語言，當時的日文漢字尚未簡化亦使用傳統漢字，使臺灣的漢字不致出現斷層，甚至吸收部份特色，當時亦仍有漢文報紙出刊，直到二次大戰前夕日本政府推行皇民化運動為止。
戰後統治臺灣的中華民國政府，在臺灣首次進行漢字標準化，以楷體為基準陸續頒佈《常用國字標準字體表》、《次常用國字標準字體表》與《罕用字體表》等，並稱為正體字。

## 字形

### 標準

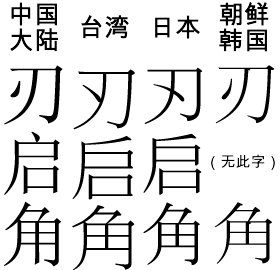
各地漢字差異

各地漢字的比較

臺灣的標準漢字由中華民國政府頒佈，其中有一些字的寫法與漢字文化圈其他地區相比有其獨特之處。例如肉部偏旁寫為「⺼」，稱為「提肉旁」。
部份日治時期的漢字習慣仍然可見。例如日文獨有的漢字「峠」（とうげ；「山口、鞍部、山路的最高點」）仍用於地名，如：高熊峠、壽峠、肉板峠、三角嶺峠、八幡峠。另外，疊字符號「々」仍可見到，如「謝謝」寫作「謝々」；疊字符號有時也會改用同上符號「〃」。

### 變化
中華民國教育部雖承認部分變體字，如「体」與「辞」等，但視為異體字，在校學生寫作文時不宜使用。

### 應用
臺灣漢字標準僅用於教學，政府並不干涉民間及個人使用簡體或日本略體字，甚至自身亦使用部份簡體或略體字。例如：
- 政府單位使用略體字：例「右弯」、「待転」、「鉄路」等道路標線。（「弯」為簡體略體通用，「転」和「鉄」為略體字）。[4] 又例如「臺灣」、「台灣」的寫法都可以接受。（但「台灣」少用於正式文件）

比較特別的是臺北市政府，在馬英九任職市長期間推行正體字運動，內外文宣一律作「臺北市」而非「台北市」，但仍有例外的案例，如「台北市文化局」局徽及「台北探索館」標誌。

### 民間俗寫
臺灣民間漢字使用多元，舉例別下：

#### 簡筆異體字
使用約定俗成的俗字，不在正式場合使用：
- 為的異體字（為 康熙字典 （页面存档备份，存于） 古書籍字體，非簡化字）香港却完全相反；
- 為的異體字（與日語ヶ寫法類似。中國大陸「个」亦有人作「亇」）；
- 為的異體字（與日本寫法相同）；
- 為的異體字（與中國大陸寫法相同）；
- 為的異體字（中國大陸則為「听」）；
- 為的異體字（事實上，「麪」更符合字源，香港取為正寫。中國大陸作「面」）；
- 、「元」為「圓」的異體字（與中國大陸的「圆」、「园」寫法相同）；
- 為的異體字（與日本寫法相同）；
- 為的異體字（與中國大陸寫法相同）；
- （與日本和中國大陸寫法相同）、「奌」、「㸃」作為「點」的異體字皆十分常見。
- 為的異體字（與中國大陸寫法相同）；
- 為的異體字（與日本和中國大陸寫法相同）；
- 為的異體字（與日本和中國大陸寫法相同）；
- 下半的「衣」以「二」替代

#### 日本漢字
年輕一代的書寫非正式場合時，也常摻雜日本漢字。例如：
- ：正體字為（同日本新字體之的寫法；異於中國大陸字）
- ：正體字為（同日本新字體之的寫法；異於中國大陸字）
- ：正體字為（同日本新字體之的寫法；異於中國大陸字）
- ：正體字為（同日本新字體之的寫法；異於中國大陸字）
- ：正體字為（同日本新字體之的寫法；異於中國大陸字）
- ：正體字為（同日本新字體之的寫法）
- ：正體字為（同日本新字體之的寫法；異於中國大陸字）
- ：正體字為（同日本新字體之的寫法；異於中國大陸字）
- ：正體字為（同日本新字體之的寫法；異於中國大陸字）
- ：正體字為（同日本新字體之的寫法；異於中國大陸字）
- ：正體字為（同日本新字體之的寫法；異於中國大陸字）
- ：正體字為（同日本新字體之的寫法；異於中國大陸字）
- ：正體字為（同日本新字體之的寫法；異於中國大陸字）
- ：正體字為（同日本新字體之的寫法；異於中國大陸「丰」字；但「豊」是「禮」之古字）
- ：正體字為（同日本新字體之的寫法；異於中國大陸字）
- ：正體字為（同日本新字體之的寫法；異於中國大陸「卖」字；另「売」字（下方從「儿」）與簡體字「壳」（即繁體的「殼」，下方從「几」）易混淆）
- ：正體字為（同日本新字體之的寫法；異於中國大陸字）
- ：正體字為（同日本新字體之的寫法；異於中國大陸字）
- ：正體字為（同日本新字體之的寫法；異於中國大陸字）

### 與香港的差異
臺灣與香港、澳門雖同樣使用繁體中文。但臺灣漢字與香港漢字仍有以下差異：
- 用語不同：
- 字形不同：例如香港常用的「綫」、「裏」、「煙」，而臺灣則用「線」、「裡」、「菸」等。

## 資訊處理

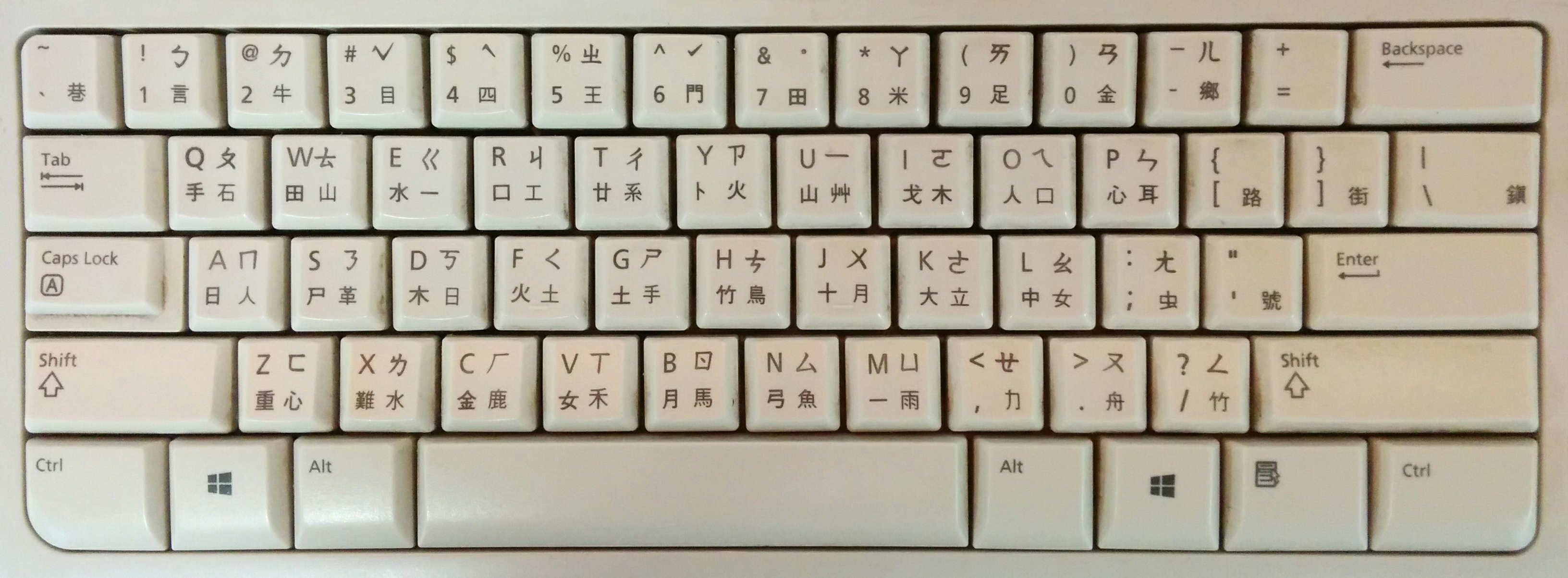
臺灣所使用的電腦鍵盤

臺灣所使用的漢字輸入法，以注音輸入法為壓倒性多數。 但由於注音輸入的拼音方式效率還是比組字較差，學習組字輸入方式的使用者亦不在少數。
臺灣最普遍的編碼方式為大五碼（Big5），並普及至港澳等地。然後此碼未收錄常用的變體字和古字，使得前述「堃」、「喆」以及「双」、「着」、「綫」等均未收入，甚至媒體的用字習慣都被改變，且在網路上迄今仍可見影響力。

## 語言

### 臺灣閩南語
臺灣官方除了國語以外，亦為臺灣閩南語推出推薦用字，這是政府單位首次試圖對於用字混亂的閩南語漢字作出標準；但馬英九政府將臺語改名為臺灣閩南語的作法，引發泛綠不滿；主因是中华人民共和国政府及中國民族主義對臺獨的反对观点，因此希望盡量避免將自己的語言被冠上中國大陸地名閩南，同時也主張台語不完全等於閩南語。
臺灣福佬語的字形全部按照既有標準。但考慮到民間已用開的俗字，亦接受其中部份，舉例如後：
- 捌（bat）：識
- 啉（lim）：飲
- 欲（beh；訓讀），新造字則爲

#### 台灣閩南語漢字
在台灣，對於台灣話（台灣閩南語）有但現代標準漢語无之詞彙，除了用近義字詞替代外，亦有新造出一些台製漢字。例如：
| 台閩漢字         | 国語對照     | 音標                                              | 目前正字                    | 一般俗寫辦法 |
| ---------------- | ------------ | ------------------------------------------------- | --------------------------- | ------------ |
|                  | 不會         | bē / buē                                          | 袂                          | 袂、未       |
|                  | 又、再       | koh，反而中國大陸較常用之，台灣則較常用「擱」字。 | 閣                          | 擱、閣       |
|                  | 他們、他們的 | in                                                | 即為此字                    | 怹           |
| 左「勿」右「愛」 | 不想要       | buaih                                             | 常拆開書寫「無愛（bô ài）」 | 覅           |
|                  | 噴灑、用手甩 | hiù                                               | 即為此字                    | 甩           |

### 臺灣客家語
除官語和閩南語外，台灣教育部也有臺灣客家語的推薦用字。